# فرودگاه رانونگ
 فرودگاه رانونگ (به انگلیسی: Ranong Airport) یک فرودگاه با کد یاتا UNN است که یک باند فرود بتن دارد و طول باند آن ۲۰۰۰ متر است. این فرودگاه در کشور تایلند قرار دارد و در ارتفاع ۱۷ متری از سطح دریا واقع شده است.

## شرکت‌های هواپیمایی و مقصدهای پروازی
| شرکت‌های هواپیمایی | مقصدهای پروازی | Terminal |
| ----------------- | -------------- | -------- |
| Nok Air           | دن موئنگ       | Domestic |